# قيرون
قيرون قرية سورية تتبع ناحية مركز مصياف في منطقة مصياف في محافظة حماة. بلغ عدد سكانها 1084 نسمة في عام 2004 حسب إحصاء المكتب المركزي للإحصاء.

## أعلام
- ممدوح عدوان

## وصلات خارجية
- الوحدات الإدارية في محافظة حماة